# NCT U
NCT U ( hangul: 엔씨티유  ; em japonês:  エヌシーティー) é a primeira subunidade do grupo sul-coreano NCT . Eles estrearam em 9 de abril de 2016, com o single digital duplo "The 7th Sense" e "Without You" sob o selo da gravadora SM Entertainment . A linha de integrantes do NCT U é rotativa, mudando a cada lançamento e conceito. Os integrantes originais do grupo eram Taeyong, Ten, Doyoung, Jaehyun e Mark . O NCT U é mais conhecido por sua natureza experimental, com seus singles inspirados em vários gêneros, como trap e electro pop .